# Svéd Livónia
Svéd Livónia (Svéd: Svenska Livland) a Svéd Birodalom domíniuma volt 1629 és 1721 között. Ez a terület magába foglalta a modern Észtország déli részét (beleértve az Ösel szigetet is, amit Dánia a Brömsebroi béke következtében megszerzett), valamint a modern Lettország északi részét (a mai Vidzeme), ami a lengyel-litván Lív hercegség nagy részét jelentette. A svédek az 1600 és 1629 között zajló svéd–lengyel háborúk során szerezték meg ezeket a területeket. Livónia egyes részei és Riga városa már 1621-ben svéd ellenőrzés alá kerültek, majd az Altmarki tűzszünet 1629-ben szentesítette a megszállást. Ám az egész terület csak 1660-ban, az Olivai béke értelmében, lett formálisan is Svédország része. A Wenden Vajdaság kisebbik része megmaradt a Lengyel–Litván Unió ellenőrzése alatt és az Inflanty Vajdaság ("Lív vajdaság") nevet kapta. Ez a terület megfelel a mai Latgalenak Lettországban.
Ebben az időben Riga volt a Svéd Birodalom második legnagyobb városa. Más balti-tengeri domíniumokkal egyetemben Livónia is a svéd dominium maris baltici része volt. Ezzel ellentétben, Svéd Észtország, amely 1561-ben önkéntesen vetette magát alá a svéd uralomnak, érintetlenül megtarthatta a hagyományos helyi törvények nagy részét. Svéd Livóniában az egységes politika elvét alkalmazták XI. Károly uralkodása alatt: eltörölték a jobbágyságot, a parasztok számára elérhetővé vált az oktatás, valamint a katonai, a közigazgatási vagy az egyházi karrier, a nemeseknek pedig át kellett ruházniuk birtokaikat a királyra a nagy redukció értelmében. 
A területet azután elfoglalta az Orosz Birodalom a nagy északi háború folyamán, majd az észt és lív feladást követően 1710-ben megalakult a Lív kormányzóság. Formálisan Oroszországnak az 1721-es nystadi béke értelmében engedték át Livóniát, Észtországot és Svéd Ingriát.

## Főkormányzók
A domíniumot kinevezett főkormányzók igazgatták, de megőrizte saját országgyűlését.
- Jacob De la Gardie (1622-1628)
- Gustaf Horn (1628-1629)
- Johan Skytte (1629-1633)
- Nils Assersson Mannersköld (1633-1634)
- Bengt Oxenstierna (1634-1643)
- Herman Wrangel (1643)
- Erik Eriksson Ryning (1644)
- Gabriel Bengtsson Oxenstierna (1645-1647)
- Magnus Gabriel De la Gardie (1649-1651)
- Gustaf Horn (1652-1653)
- Magnus Gabriel De la Gardie (1655-1657)
- Axel Lillie (1661)
- Bengt Oxenstierna (1662-1665)
- Clas Åkesson Tott (a fiatalabb) (1665-1671)
- Fabian von Fersen (1671-1674)
- Krister Klasson Horn (1674-1686)
- Jacob Johan Hastfer (1687-1695)
- Erik Dahlberg (1696-1702)
- Carl Gustaf Frölich (1702-1706)
- Adam Ludwig Lewenhaupt (1706-1709)
- Henrik Otto Albedyll (1709)
- Niels Jonsson Stromberg af Clastorp (1709-1710)

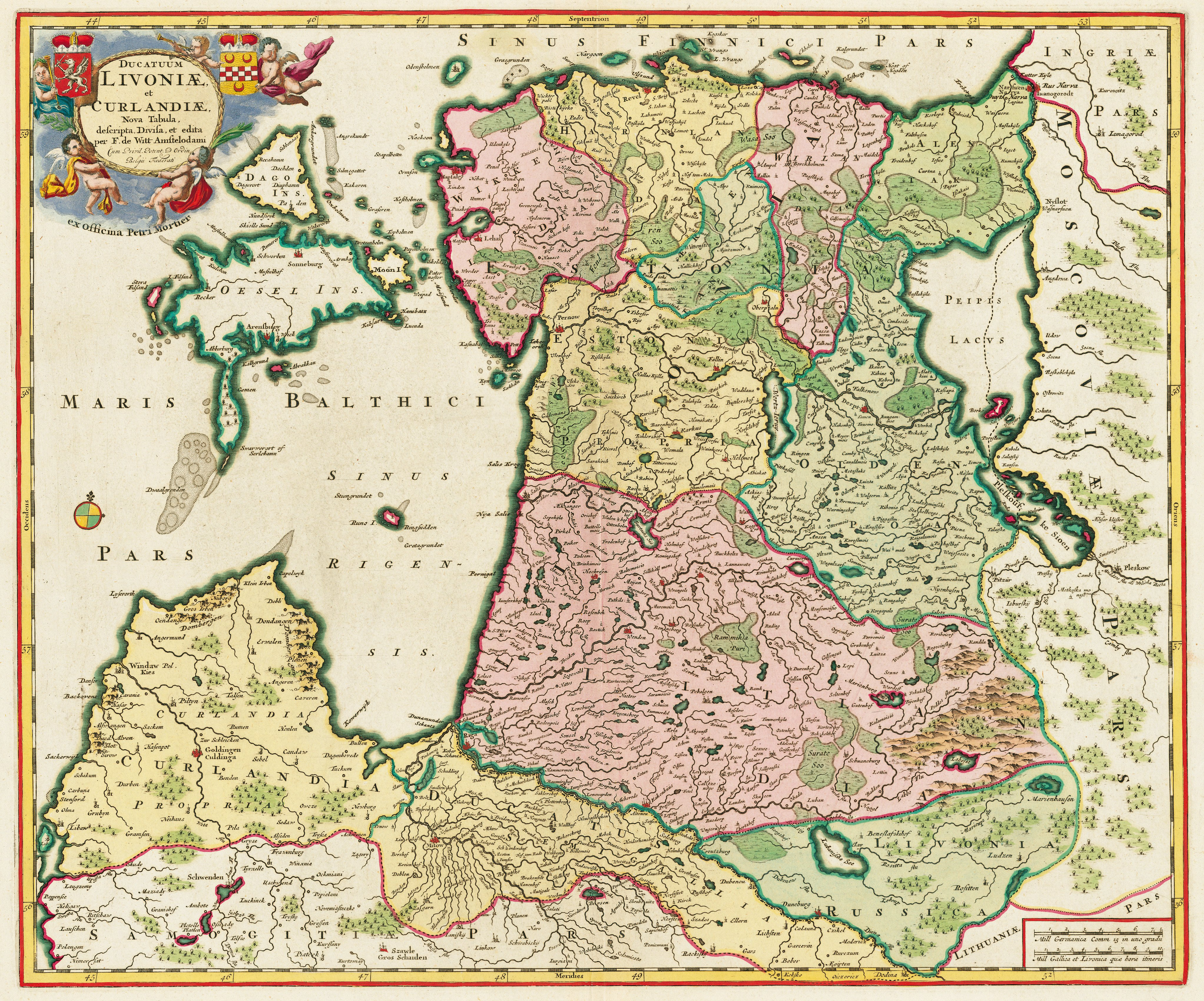
Livónia és Kurzeme Frederik de Witt (1616-1698) térképén, módosította és publikálta Pieter Mortier 1705-ben

## Itt állomásozó katonai különítmények

### Svéd gyalogos és lovas ezredek
Gyalogezredek
- Garnisonsregementet - Riga (Rigai helyőrségi ezred)
- Guvenörsregementet - Riga (A rigai kormányzó ezrede)
- Livländsk infanteribataljon I. (I. lív gyalogsági zászlóalj)
- Livländsk infanteribataljon II. (II. lív gyalogsági zászlóalj)
- Livländsk infanteribataljon III. (III. lív gyalogsági zászlóalj)
- Livländsk infanteribataljon IV. (IV. lív gyalogsági zászlóalj)
- Livländskt infanteriregemente I. (I. lív gyalogezred)
- Livländskt infanteriregemente II. (II. lív gyalogezred)
- Livländskt infanteriregemente III. (III. lív gyalogezred)
- Livländskt infanteriregemente IV. (IV. lív gyalogezred)
- Livländskt infanteriregemente V (V. lív gyalogezred)

Lovasezredek
- Laurentzens fridragoner (Wolter Wolfgang Laurentzen szabad dragonyosai)
- Lewenhaupts frikompani (Adam Ludwig Lewenhaupt szabadcsapata)
- Adelsfanan i Livland och Ösel (lív és öseli nemesek zászlóalja)
- Livländsk dragonskvadron I. (I. lív dragonyos század)
- Livländsk dragonskvadron II. (II. lív dragonyos század)
- Livländskt dragonregemente I. (I. lív dragonyos ezred)
- Livländskt dragonregemente II. (II. lív dragonyos ezred)
- Öselska lantdragonskvadronen (öselian megyei dragonyos század)

Ideiglenes lovassági ezredek:
- Livländska ståndsdragonbataljonen (lív sordragonyos ezred)
- Öselska ståndsdragonbataljonen (öseli sordragonyos ezred)

## Lásd még
- Svédország nagyhatalommá emelkedése
- Svéd birodalom
- Észt hercegség (1561-1721)
- Svéd Észtország
- Ösel-Wieki püspökség

## Fordítás
- Ez a szócikk részben vagy egészben  a   Swedish Livonia című angol Wikipédia-szócikk ezen változatának fordításán alapul.  Az eredeti cikk szerkesztőit annak laptörténete sorolja fel. Ez a jelzés csupán a megfogalmazás eredetét és a szerzői jogokat jelzi, nem szolgál a cikkben szereplő információk forrásmegjelöléseként.